# عمق (حبيل جبر)

تعديل مصدري - تعديل

عمق هي إحدى قرى عزلة حبيل جبر بمديرية حبيل جبر التابعة لمحافظة لحج، بلغ تعداد سكانها 187 نسمة حسب تعداد اليمن لعام 2004.